# Ca l'Alet
Ca l'Alet és un habitatge unifamiliar situat al sector nord de la Plaça Major de Sanaüja (la Segarra). L'edifici, de planta irregular, se'ns presenta estructurat a partir de planta baixa, primer i segon pis, amb coberta a doble vessant. Destaquem l'estructura arquitectònica del porxo que cobreix actualment l'accés a un establiment comercial, dedicat a la pastisseria, i la porta d'ingrés a l'habitatge, ambdós situats a la planta baixa. Es tracta d'un porxo realitzat per arcs de mig punt obrats amb carreus mitjans molt ben tallats i cobert interiorment mitjançant bigues de fusta. Tanmateix, l'edifici disposa d'un portal de llinda que comunica amb el Passatge del Calvari.

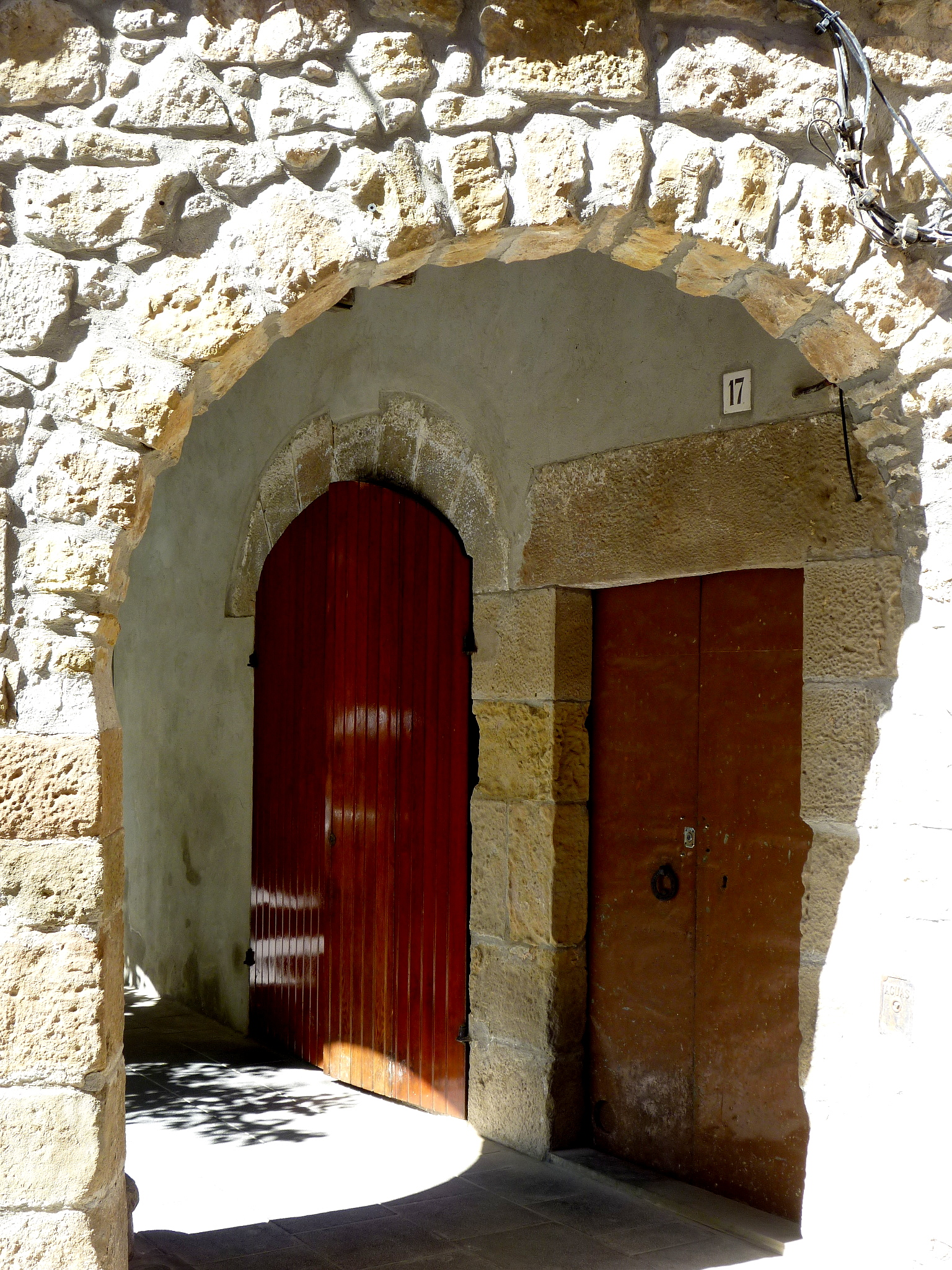
El Porxo amb l'entrada

El primer pis de la façana principal, té tres balcons amb llosanes motllurades respectivament. En aquesta mateixa façana, el segon pis té un balcó central amb la llosana motllurada, i una finestra a ambdós costats. Finalment corona aquesta façana, una cornisa esglaonada creixent, decorada amb maons disposats de manera dentada. L'obra presenta un parament de carreus mitjans situats als pilars i arcs de mig punt del porxo, i també un fi arrebossat emblanquinat a totes les façanes de l'edifici.
La Plaça Major de Sanaüja és de forma rectangular i bastida en un pla inclinat. Destaca la manca de regularitat i homogeneïtat entre els mateixos porxos de la plaça, fruit de la construcció o remodelació de les façanes que els originen.